# Баскетбольный союз Республики Сербской
Баскетбольный союз Республики Сербской (серб. Кошаркашки савез Републике Српске) — баскетбольная федерация, которая занимается организацией клубных турниров по баскетболу, управлению баскетбольными клубами и развитием баскетбола на территории Республики Сербской. Сотрудничает с Министерством по делам семьи, молодёжи и спорта Республики Сербской. Полноправный член Спортивного союза Республики Сербской, сотрудничает с Баскетбольным союзом Сербии. Адрес главного офиса: Баня-Лука, улица Драгомира «Драге» Малича, дом 1.

## Турниры
Баскетбольный союз Республики Сербской управляет баскетбольными клубами Республики Сербской и организует проведение соревнований по баскетболу в стране.
- Кубок Республики Сербской по баскетболу
- Meridianbet Первая мужская лига Республики Сербской по баскетболу[1][2]
- Meridianbet Первая женская лига Республики Сербской по баскетболу
- Вторая мужская лига Республики Сербской по баскетболу (группа «Запад»)
- Вторая мужская лига Республики Сербской по баскетболу (группа «Восток»)
- Вторая мужская лига Республики Сербской по баскетболу (группа «Центр»)
- Баскетбольный совет Республики Сербской
- Баскетбольная лига в рамках Малых олимпийских игр Республики Сербской

## Организация
Во главе союза стоит президент Борис Спасоевич. Высшие органы — Скупщина и Президиум. Внутри Баскетбольного союза действует Объединение баскетбольных тренеров Республики Сербской. Руководствоу союза подчиняются четыре баскетбольных комитета (по регионам):
- Баня-Лука
- Биелина и Братунац
- Романия — Герцеговина и Билеча
- Добой и Модрича

## Зарегистрированные баскетбольные клубы
- Борац (Баня-Лука)[3]
- Игокеа (Александровац)
- Херцеговац (Билеча)
- Младост '76 (Прнявор)
- ФинДо (Добой)
- Шампион Алф-ом (Баня-Лука)
- Роокие (Баня-Лука)
- Младост (Котор-Варош)
- Приедор
- Хунтерс (Приедор)
- Власеница
- Слобода (Нови-Град)
- Яхорина-Пале
- Феникс (Пале)
- Славия (Источно-Сараево)
- Слобода 73 (Нови-Град)
- Райко Црнобрня-Глиго (Нови-Град)
- Леотар (Требине)
- СЛ ИАТ Леотар (Требине)
- Братунац
- Биелина Плюс (Биелина)
- Радник (Биелина)
- Будучност (Биелина)
- Сутьеска (Фоча)
- Рудар (Углевик)
- Врело Бобар
- Банялучка Пивара (Баня-Лука)
- Варда-ХЕ (Вишеград)
- Дрина (Зворник)
- Вулф Секьюрити
- Радивой Корач (Баня-Лука)
- Светосавац (Баня-Лука)
- Делта (Баня-Лука)
- Звиезда (Баня-Лука)
- Модрича
- Теслич
- Укрина (Дервента)
- Омарска
- Србац
- Уна (Козарска-Дубица)
- Игман (Источно-Сараево)
- Гласинац (Соколац)
- Губер
- Гацко
- Српски Соко
- Дервента
- ОКК Прнявор (Прнявор)